# 통합 폴란드
통합 폴란드(폴란드어: Solidarna Polska 솔리다르나 폴스카[*])는 폴란드의 극우 정당이다. 현재 법과 정의당을 지지하고 있다.

## 정치 성향
이 당은 사회적으로 매우 보수적이다. 동성애와 낙태에 보수적이며 (모든 남자는 아내와 남자친구가 있어야 한다고 믿는다), 또한 출산 휴가를 9개월까지 늘리는 것에 찬성한다. 경제적으로는 민족주의적 경제를 강조하며, 정부의 시장통제를 주장한다. 이 당은 대기업에 월 10000 즈워티(약 2400유로)의 세금을 내는 것을 주장한다. 또한 이 당은 원자력 발전소 폐기에 찬성한다.

## 역대 선거 결과
| 선거        | 합계      | 득표율    | 의석      | +/– |
| ----------- | --------- | --------- | --------- | --- |
| 2015년 총선 | 5,711,687 | 37.6 (#1) | 235 / 460 | 235 |